# 마르가레타 크로크
마르가레타 크로크(Margaretha Krook, 1925년 10월 15일 ~ 2001년 5월 7일)는 스웨덴의 배우이다. 제12회 굴드바게상 여우주연상 수상자이다.

## 출연 작품
- 최선의 의도 (1992)
- 피카소의 모험 (1978)
- 릴리즈 더 프리즈너스 투 스프링 (1975)
- 담배 끊은 남자 (1972)
- 페르소나 (1966)
- 스웨디시 포트레이츠 (1964)
- 영양 제리 (1951)